# چراغ‌کوسه مات
چراغ‌کوسه مات (نام علمی: Etmopterus bigelowi) نام یک گونه از سرده چراغ‌کوسه است.